# Donemeche
Donemeche (em turco: Dönemeç) Angle, Anguel (em armênio: Անգղ / Անգեղ; romaniz.: Angł / Angeł) ou Enguil (em curdo: Engîl) é uma almofala (bairro) no distrito e município de Edremite, na província e área metropolitana de Vã, na Turquia.

## Geografia
O almofala era originalmente chamada de Enguil, do nome armênio Angle, que significa literalmente "abutre". Supostamente recebeu esse nome devido ao grande número de abutres que viviam na área. Donemeche está localizada a sete quilômetros da costa do lago de Vã, na margem direita do rio Coxape, a cerca de 1660 a 1685 metros acima do nível do mar.

## História
A vila foi historicamente povoada por armênios e estava no distrito (gavar de Eruandúnia da província de Vaspuracânia do Reino da Armênia. Há uma série de igrejas e mosteiros em ruínas na área ao redor. Em 1872, vários habitantes escreveram uma carta buscando cooperar com a organização secreta "União para a Salvação" (Miut'yun i P'rkut'yun), que foi fundada em Vã naquele mesmo ano e visava a melhoria das condições aos armênios, uma das primeiras organizações políticas armênias.
Em 1877, a vila foi vítima de um ataque do líder tribal curdo Jalaladim. Muitos dos moradores foram mortos durante os massacres hamidianos. A vila foi periodicamente atacada e saqueada após 1896. Sua população era de aproximadamente 495 no início do século XX, consistindo principalmente de armênios e alguns curdos. Durante o genocídio armênio, a maioria dos habitantes da vila foi massacrada, enquanto um pequeno número conseguiu fugir e chegar à Armênia Oriental. Desde o genocídio armênio, a vila tem sido habitada por curdos.